# 弦楽三重奏曲第4番 (ベートーヴェン)
弦楽三重奏曲第4番（げんがくさんじゅうそうきょくだい4ばん）ハ短調 作品9-3 は、ルートヴィヒ・ヴァン・ベートーヴェンが作曲した弦楽三重奏曲。

## 概要
本作は1797年から1798年にかけて、他の初期作品と並行して書かれていった。1798年の3月までには全曲が書き上がっていたものとみられる。ウィーンのヨハン・トレークが版権を取得したものの、トレークはパート譜を販売したのみで総譜を世に出すことはなかった。その後、1846年から1847年にかけての時期に権利は同じくウィーンのシュタイナーに売却されるが、こうして長期間にわたって総譜が出回らなかったために本作が後世へ与えた影響は限定的となった。
曲はロシア軍の将校であったヨハン・ゲオルク・フォン・ブロウネ＝カミュ伯爵へと献呈された。ベートーヴェンは自身のパトロンであったブロウネ伯爵、伯爵夫人へ多数の作品を献呈しており、過去には夫人へ作品を捧げた返礼として馬を1頭下賜されていた。本作の献呈にあたっては「彼の者の楽才、その最良の作品の主たるパトロンへ」（au premier Mécène de sa Muse, la meilleure de ses oeuvres）という献辞が添えられた。
本作はハ短調という調性を取り、しばしば作品9の3曲の中では最も劇的であると評される。確かに曲調は暗く、濃密ではあるものの、作曲当時はまだ多くなかった短調作品が自然に纏う性質を超えるほどの劇的要素があるとは言い難い。事実、ベートーヴェン自身は作品9の中では第1曲にあたる弦楽三重奏曲第2番を最もうまく書けた楽曲であると考えていた。

## 楽曲構成
全4楽章で構成される。演奏時間は約20-25分。

### 第1楽章
Allegro con spirito 6/8拍子 ハ短調
この楽章では3つの楽器が平等に扱われる。ユニゾンで示される冒頭4音を皮切りに第1主題が提示されていく（譜例1）。この4音のモチーフは楽章の各所で顔を出す。
譜例1
続く主題はヴァイオリンに始まり、次いでヴィオラ、チェロと交代して歌われていく。その終わりにはスフォルツァンドの付された和音が繰り返される。
譜例2
コデッタを置いて提示部をまとめると冒頭からの反復となる。展開部は冒頭4音に始まり楽器間の役割を入れ替えながら進んでいく。半ば過ぎ頃に同じ4音を示してこのモチーフによる展開となり、ヴィオラとチェロのユニゾンによって再現部へ入っていく。再現部における主題は提示部のそれとは形を変えており、反復記号の指示により展開部開始まで戻って繰り返される。2番括弧からコーダとなり、譜例1を用いてまとめられて楽章が閉じられる。

### 第2楽章
Adagio con espressione 4/4拍子 ハ長調
休符を挟む柔和な和音による主題で幕を開ける（譜例3）。
譜例3
ヴァイオリンの上昇音型を経て、次なる主題が現れる（譜例4）。穏やかながらも悲しみの色を帯びていると評されている。
譜例4
変ホ長調に移された譜例3が付点のリズムの伴奏を得て現れると、この主題による展開が行われていく。その後は譜例3、譜例4の再現となり、穏やかな結尾によって結ばれる。

### 第3楽章
Scherzo: Allegro molto e vivace 6/8拍子 ハ短調
スケルツォ。開始から譜例5の主題が勢いよく飛び出す。スケルツォ部は前半後半が2回ずつ奏され、簡潔にトリオへ接続される。
譜例5
トリオはハ長調となり、楽器間で受け渡される形で主題が奏される（譜例6）。トリオでも前半後半が2回ずつ演奏される。
譜例6
スケルツォの回帰となるがここでのスケルツォ部は新たに記譜されており、次第に音量を失って弱音で終止する。

### 第4楽章
Finale: Presto 2/2拍子 ハ短調
ソナタ形式。三連符によってリズムに対比を持たせた、忙しなくも推進力のある主題が楽章の開始を告げる（譜例7）。
譜例7
第2主題はより歌謡的な性格を持つ（譜例8）。これにトレモロを伴った結尾が後続して提示部を終える。
譜例8
提示部の反復後の展開部では、主題の扱いにいたずらっぽさをみせる。不協和音の響きから再現部となり、譜例7、譜例8が順次再現されていく。提示部と比べると多くの変更が行われていることがわかる。曲は最後に音力を失って静かな幕切れを迎える。